# 富士通クライアントコンピューティング
富士通クライアントコンピューティング株式会社（ふじつうクライアントコンピューティング、英: FUJITSU CLIENT COMPUTING LIMITED）は、中国のレノボ傘下(スマートフォンブランドは、モトローラ・モビリティ)で、富士通と日本政策投資銀行の合弁パソコンメーカーである。略称はFCCL。

## 概要
2015年10月29日に富士通は、PC事業と携帯電話事業の体制変更を発表し、2015年12月24日に分社化を公表した。
2016年2月1日に富士通クライアントコンピューティング株式会社として発足する。
2017年11月2日に富士通とレノボは、富士通クライアントコンピューティングの株式をレノボが51パーセント (%) を取得し、富士通が44%、日本政策投資銀行が5%、それぞれ保有することで合意したと発表した。開発や製造の拠点は閉鎖せず、同じくレノボに買収されたNECのLAVIEと同様に富士通ブランド (FMV) を維持する。株式譲渡は2018年5月2日に完了した。
2018年1月16日に、すべての個人向けPCに独自AI「ふくまろ」を搭載、エッジコンピューティングやAIの開発、を発表した。

## 行政処分
販売実績が無い価格と比較して値引きしたようにウェブサイトで表示してパソコンを販売していたなどとして、2023年6月23日に消費者庁から景品表示法違反（有利誤認）で再発防止などを求める措置命令を受けた。自社ウェブサイトで販売しているノートパソコン「LIFEBOOK」15商品について、「キャンペーン価格」として「WEB価格18万7880円を14万8425円」などと表示したが、「WEB価格」は販売実績が全く無く、値引きの期間について日時を限定したように表示していたが、実際は期限を過ぎても、ほぼ同じ価格で販売を継続していた。

## 主な製品

### コンピュータ

#### パーソナルコンピュータ
- FM-8シリーズ
- FM-7シリーズ
- FM-77シリーズ
- FM77AVシリーズ
- FM-11シリーズ
- FM-Xシリーズ
- FM-16βシリーズ
- FM16πシリーズ
- FM-16シリーズ（輸出専用機）
- FACOMシリーズ
  - FACOM 9450シリーズ - パナファコム（現PFU）製
- FMRシリーズ
- FM TOWNSシリーズ
  - FM TOWNS マーティーシリーズ
- FMVシリーズ
  詳細は「FMVの機種一覧」を参照
  - FMV-TOWNSシリーズ（FM TOWNSのソフトが動く個人向けデスクトップFMV）/現在は終息
  - FMV-TEOシリーズ（個人向けデスクトップ）/現在は終息
  - FMV-DESKPOWERシリーズ（個人向けデスクトップ）/現在は終息
  - FMV ESPRIMOシリーズ（個人向けデスクトップ、以前は法人向けデスクトップのブランド名であった）
  - FMV-BIBLOシリーズ（個人向けノート）/現在は一部を除きほぼ終息
  - FMV LIFEBOOKシリーズ（個人向けノート、以前は法人向けノートのブランド名であった）
  - FMV-DESKTOPシリーズ（法人向けデスクトップ）/現在は終息
  - FMV-LIFEBOOKシリーズ（法人向けノート）/現在は終息
  - FMV-STYLISTICシリーズ（タブレットPC）/現在は終息
  - FMV-PenNoteシリーズ/現在は終息
  - FMV-PROシリーズ/現在は終息
  - FMV-LOOXシリーズ/(個人向けタブレットPC）/富士通40周年記念モデルとしてFMV-BIBLOブランドのサブブランドであったLOOXをメインブランドとして復活させた
- ESPRIMOシリーズ（法人向けデスクトップ、従来のFMV ESPRIMOから改名）
- LIFEBOOKシリーズ（法人向けノート、従来のFMV LIFEBOOKから改名）
- CELSIUSシリーズ（ワークステーション）
- ARROWS Tab Wi-Fiシリーズ / ARROWS Tab Wi-Fi QHシリーズ（個人向けタブレット端末）